# Вергизаи
Вергиза́и — село в Бутурлинском муниципальном округе Нижегородской области России.

## География
Село находится на юге центральной части Нижегородской области, в зоне хвойно-широколиственных лесов, к северу от реки Пьяны, на расстоянии приблизительно 19 километров (по прямой) к югу от посёлка городского типа Бутурлино, административного центра района. Абсолютная высота — 160 метров над уровнем моря.
Климат
Климат характеризуется как умеренно континентальный, с относительно тёплым летом и холодной, продолжительной и малоснежной зимой. Среднегодовая температура — 3,2 °C. Средняя температура воздуха самого тёплого месяца (июля) — 18,8 °C (абсолютный максимум — 36 °C); самого холодного (января) — −12,4 °C (абсолютный минимум — −44 °C). Среднегодовое количество атмосферных осадков составляет 500—550 мм. Устойчивый снежный покров устанавливается, как правило, в третьей декаде ноября и держится в среднем 154 дня.
Часовой пояс
Село Вергизаи, как и вся Нижегородская область, находится в часовой зоне МСК (московское время). Смещение применяемого времени относительно UTC составляет +3:00.

## История
Слово «вергиз» с мордовского языка переводится как «волк».
До установления системы губерний село относилось к Шатковскому стану Арзамасского уезда Российского государства. В 1779—1802 гг. село относилось к Сергачскому уезду Нижегородской губернии, позднее до 1923 г. — к Княгининскому уезду Нижегородской губернии. В 1923—1929 гг. село снова вошло в состав Сергачского уезда Нижегородской губернии.
В течение высшего этапа развития традиционного экономического уклада — помещичьего периода истории село Вергизаи являлось частной собственностью ряда землевладельцев, иногда нескольких одновременно:
- 1782 (4-я ревизия): Остафьев Пётр Андреевич, Остафьев В. П. и другие[8]
- 1795 (5-я ревизия): Остафьев Андрей Петрович и его сын Пётр, Остафьев Василий Петрович, Лукавцев Сергей Игнатьевич, губернатор Белавин Иван Саввич[9]
- 1811 (6-я ревизия): Остафьев Пётр Андреевич, Остафьев Андрей Васильевич[10]
- 1816 (7-я ревизия): Остафьевы[11]
- 1834 (8-я ревизия): Толстая (ур. Остафьева) Екатерина Петровна (1786 — до 1838), Мезенцева (ур. Остафьева) Мария Андреевна, Остафьев Андрей Васильевич[12]
- 1850 (9-я ревизия): Безобразов Василий Григорьевич, Степанов Михаил Карпович, Сомникова Александра Евгеньевна[13]
- 1857—1858 (10-я ревизия): Безобразов Пётр Григорьевич, Степанов Михаил Карпович, Сомникова Александра Евгеньевна и другие[14]

В Вергизаях ранее, по крайней мере, до середины XX века, существовала приходская православная церковь. Церковь была деревянная, построена в 1735 г., вероятно, в год основания прихода в период христианизации региона, и более не перестраивалась.

## Население
| 1999 | 2002 | 2010 |
| ---- | ---- | ---- |
| 136  | ↘112 | ↘68  |

Этнический состав
Согласно результатам переписи 2002 года, в этнической структуре населения русские составляли 99 %.